# 영동중학교 (서울)
영동중학교(永東中學校)는 대한민국 서울특별시 서초구 우면동에 있는 강남 8학군 공립 중학교이다.

## 학교 연혁
- 1969년 11월 1일 : 15학급 인가, 양재여자중학교
- 1970년 1월 15일 : 초대 류승형 교장 부임
- 1970년 3월 3일 : 개교 및 70학년도 신입생 입학식 (3학급)
- 1972년 6월 1일 : 영동여자중학교로 교명 변경
- 1973년 2월 1일 : 영동중학교로 교명 변경 (남녀공학)
- 1977년 3월 4일 : 남학교로 변경
- 2005년 3월 2일 : 2005학년도 신입생 입학식 (남녀공학, 8학급)
- 2013년 3월 15일 : 우면동 신축교사로(우면동 성촌길 14)로 이전
- 2021년 3월 1일 : 제21대 여난실 교장 부임
- 2023년 2월 8일 : 제51회 졸업식(269명)
- 2023년 3월 2일 : 입학식(12학급 390명)

## 참고 자료
- 영동중학교 - 한국교육학술정보원 학교알리미